# Fox Bay (Chedabucto Bay)
Fox Bay – zatoka (ang. bay) zatoki Chedabucto Bay w kanadyjskiej prowincji Nowa Szkocja, w hrabstwie Guysborough; nazwa urzędowo zatwierdzona 6 listopada 1952.